# Čovječe, ne ljuti se
Čovječe ne ljuti se (Čovječe, ne ljuti se, njem. Mensch ärgere Dich nicht), društvena igra na ploči za najmanje dva igrača, dok najveći broj igrača ovisi o ploči na kojoj se igra. Sastoji se od nekoliko (najčešće 4 ili 6) skupina igraćih figura različitih boja, po četiri figure u svakoj skupini.
Uključivanje pojedine igraće figure uvjetuje bacanje kocke označene s točkama. Kocka je označena točkama sa šest različitih oznaka brojeva, svaka na svom kvadratu.
Kocku bacaju igrači po redu dok se jednom od njih ne okrene šestica. Kad je figura uključena, "hoda" po označenim poljima na ploči. Broj koraka opet uvjetuje broj koji se okrene na kockici ispuštenoj iz igračeve ruke. "Šestica" na kocki omogućava igraču još jedno bacanje ili izlazak još jedne figure na početni položaj. Ako se u prvom krugu bacanja ne dobije 6 igrač vise ne baca 3 puta nego 1 dok ne dobije 6.
Polja kruže po unutarnjem krugu ploče i završavaju na poljima označenih bojama igraćih figura, što znači da je cilj smjestiti figure u ta polja kad prijeđu put po ploči.
Igru je u zimskim mjesecima 1907./1908. godine u Münchenu osmislio Josef Friedrich Schmidt.

## Inačice
- Za 2 – 4 igrača